# František Jan Tomsa
František Jan Tomsa (* 4. Oktober 1753 in Mokrý bei Turnov; † 17. November 1814 in Prag) war ein Anhänger der tschechischen Wiedergeburtsbewegung, Schriftsteller und Publizist.
Nach dem Studium der Philosophie an der Karls-Universität in Prag arbeitete Tomsa als Verwalter eines Lagers für Schulbücher. Schon in seinen Jugendjahren nahm er an Versammlungen der patriotischen Zirkel teil. Er wurde vor allem durch sein Bestreben, allgemeine Bildung jedermann zugänglich zu machen, und seine Liebe zur tschechischen Sprache bekannt. 

## Werke
Anhand fremder Vorlagen schrieb er Unterhaltungsliteratur, aber auch populärwissenschaftliche Bücher. Sein Hauptinteresse galt dabei Veröffentlichungen, die sich mit neuen Erkenntnissen in den Naturwissenschaften und der Landwirtschaft auseinandersetzten. Seit 1787 publizierte er eine monatliche Schrift für die Bildung und Unterhaltung des gemeinen Volkes, die zu den bedeutendsten Arbeiten der Wiedergeburt-Bewegung in der Josephinischen Zeit gehörte. Daneben veröffentlichte er auch zahlreiche philologische Werke, wie den Wortschatz der tschechischen Sprache. Er arbeitete eng mit Josef Dobrovský zusammen und gehörte zu einem seiner stärksten Verfechter. Daneben setzte er sich dafür ein, die lateinische Schrift anstatt der damals in Böhmen gebräuchlichen deutschen Schrift zu verwenden.

## Schriften
- Bajky a povídačky pro školy, 1777
- Böhmische Sprache, 1782
- Navedení k české dobropísemnosti, 1784
- Elementarbuch der böhmischen, deutschen und lateinischen Sprache, 1784
- Malý německý a český slovník, 1789
- Tomsas Vollständiges Wörterbuch der böhmischen, deutschen und lateinischen Sprache, 1791
- Nešťastné příhody k výstraze nezkušené mládeži, 1794
- Über die Aussprache der čechischen Buchstaben
- Ueber die čechische Rechtschreibung, 1802
- Über die Bedeutung der čechischen Zeitwörter, 1804
- Über die Veränderungen der čechischen Sprache, 1805